# (36010) 1999 NH37
1999 NH37 (asteroide 36010) é um asteroide da cintura principal. Possui uma excentricidade de 0.12317590 e uma inclinação de 9.00218º.
Este asteroide foi descoberto no dia 14 de julho de 1999 por LINEAR em Socorro.